# Berkenpek

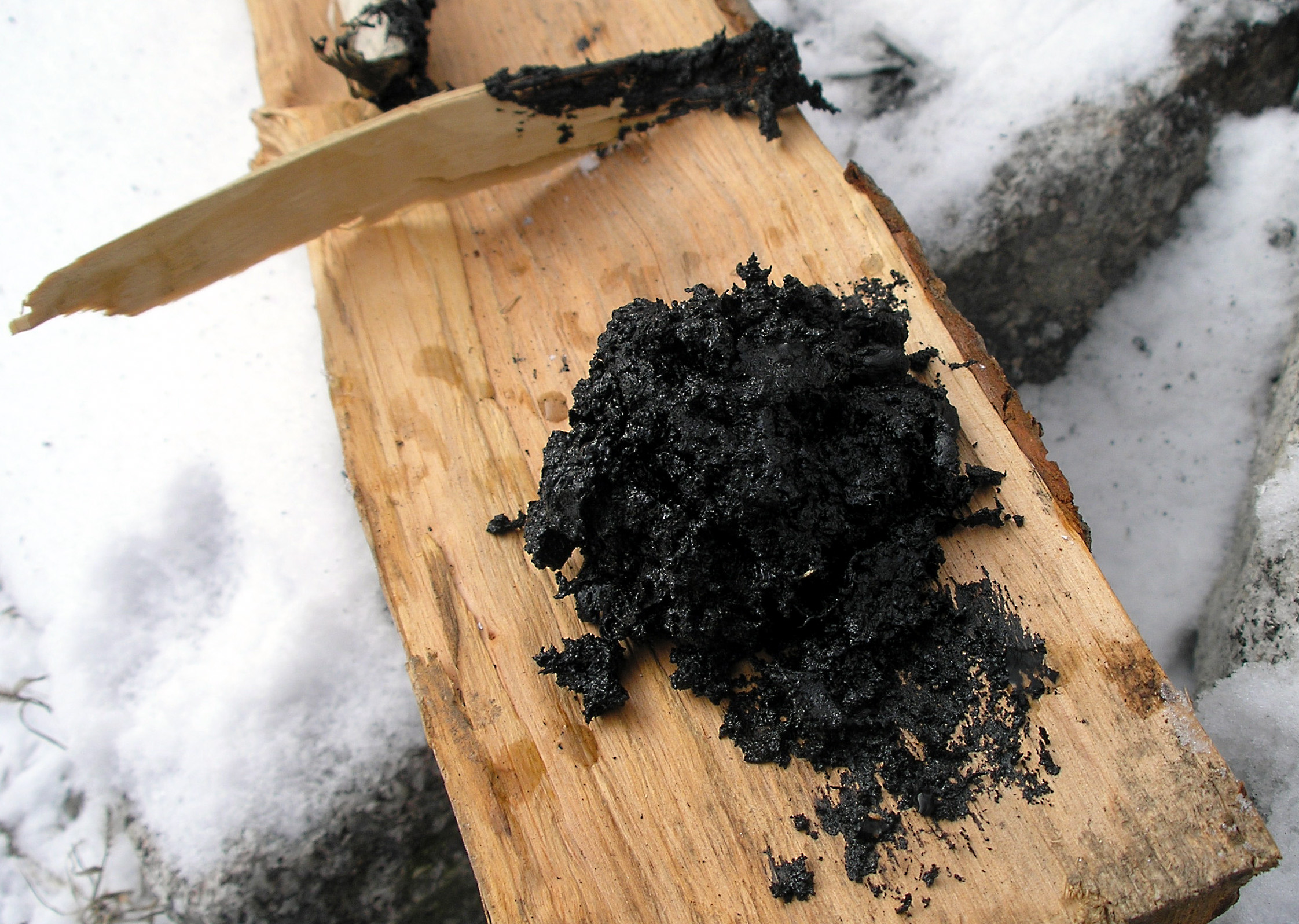
Berkenpek

Berkenpek of berkenteer is een type lijm uit de oertijd. Berkenpek ontstaat door droge distillatie van de bast van een berk. Hiertoe worden bastsnippers in een dichte pan of pot verhit tot een temperatuur tussen 340 en 420°C. Experimenten hebben aangetoond dat berkenpek ook in een open vuur, bedoeld of onbedoeld, geproduceerd kan worden.

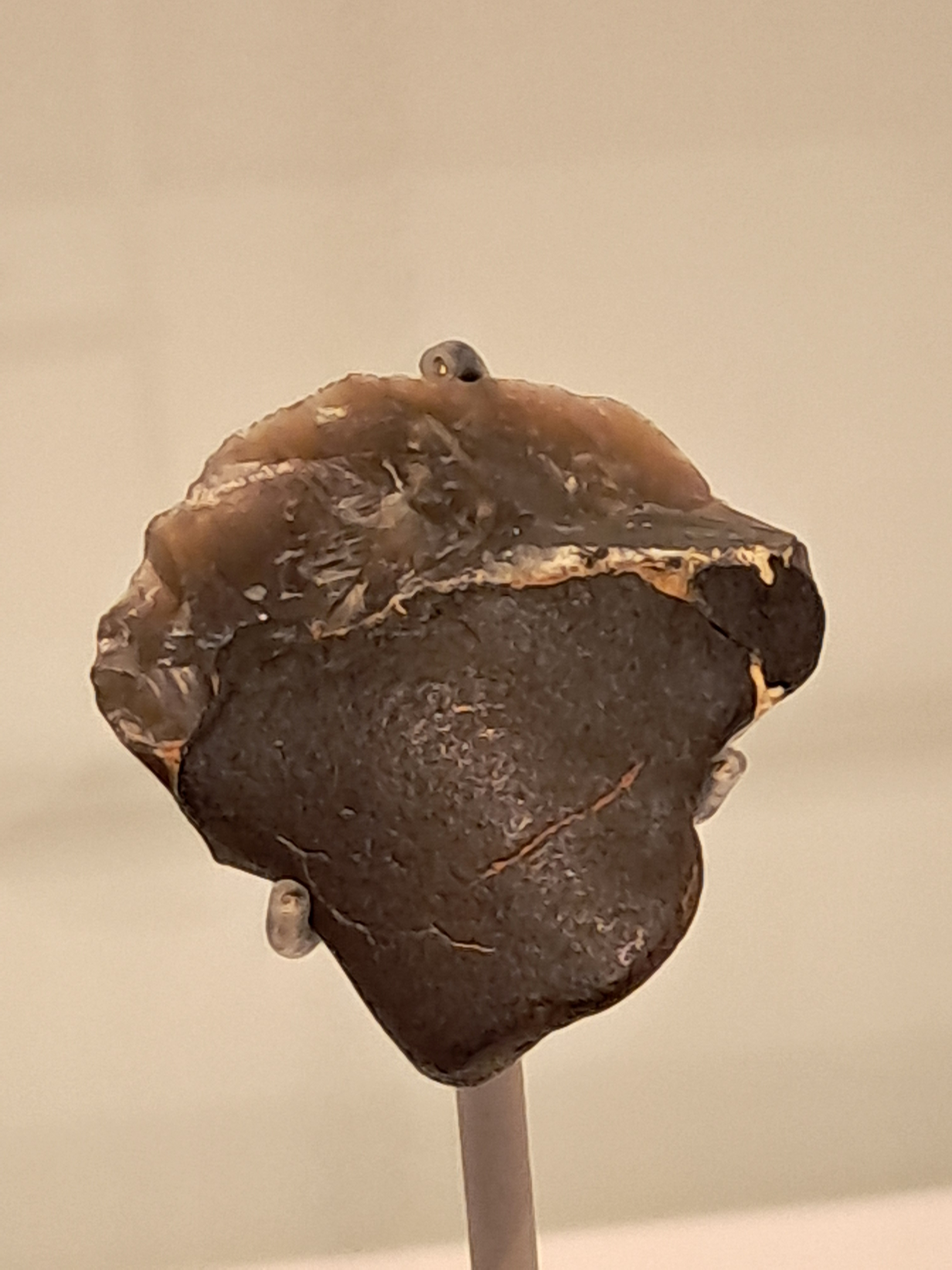
Vuurstenen werktuig gevonden door Willy van Wingerden

Het resultaat is een teerachtige substantie, waarmee men stenen werktuigen verlijmde, zoals pijlpunten. 

## Archeologische vondsten
Bij de ijsmummie Ötzi uit het Neolithicum is hiervan een goed voorbeeld gevonden, maar de techniek is veel ouder. Bij opgravingen in het Duitse Königsaue bij Aschersleben in de jaren '60 van de 20e eeuw, werden onder meer twee klontjes berkenpek gevonden. Van de grondlaag waarin ze werden aangetroffen, kon de ouderdom met geologische methoden worden geschat op 80.000 jaar, terwijl C14-datering de pek tussen de 43.000 en 48.000 jaar oud schatte. Op en rond talloze nederzettingen uit het Mesolithicum en Neolithicum, samen ruwweg tussen 12.500 en 4.200 jaar geleden, zijn stukjes berkenpek of resten daarvan gevonden. Ook de Neanderthaler kon berkenpek maken en gebruiken.
In 2016 vond een amateurarcheologe Willy van Wingerden op de zandmotor bij Kijkduin een stukje vuursteen, deels bedekt door berkenpek, dat op grond van C14-datering veel ouder bleek te zijn, namelijk 50.000 jaar. Het stamde dus uit de laatste ijstijd, het weichselien. Daaruit volgt dat het door een Neandertaler gemaakt en gebruikt zou zijn. Waar het voor gebruikt werd is niet bekend.
De oudste resten berkenpek zijn gevonden bij Campitello in Italië. Die zijn 200.000 jaar oud.

## Productie
Door te experimenteren bleken er vier methoden te zijn om berkenpek te verkrijgen, in volgorde van complexiteit:
1. Rolletjes berkenbast onder een steen verbranden. De teer slaat neer op de koudere steen. Dit is een zeer inefficiënte methode, het duurt 10 uur, en er is zeer veel hout nodig voor een kleine opbrengst.[6]
2. Rolletjes berkenbast begraven in warme as.
3. Berkenbast in een kuil verhitten en de teer in vloeibare vorm opvangen.
4. Berkenbast verhitten in een vat dat wordt verhit, waarbij de vloeibare teer wordt opgevangen.